# Ken Rosewall
Kenneth Robert ("Ken") Rosewall (Sydney, 2 de novembro de 1934) é um dos maiores campeões da história do tênis. Ele esteve entre os vinte melhores jogadores do mundo (amadores e profissionais misturados) a cada ano de 1952 a 1977, ou seja, durante mais de um quarto de século sem interrupção: ele foi provavelmente um dos dois melhores jogadores do mundo durante cerca de nove anos e o melhor da primeira metade dos anos 1960.
Possui o recorde de jogador mais velho a ganhar uma partida de ATP: 45 anos e 11 meses, em Melbourne, 1980. 
Avô de cinco crianças, Rosewall mora no norte de Sydney, onde ele ainda joga tênis.
Rosewall é membro do International Tennis Hall of Fame desde 1980.

## Major finals

### Grand Slam finais

#### Simples: 8 títulos, 8 vices
| Resultado     | Ano  | Campeonato       | Piso   | Oponente         | Placar                  |
| ------------- | ---- | ---------------- | ------ | ---------------- | ----------------------- |
| Campeão       | 1953 | Australian Open  | Grama  | Mervyn Rose      | 6–0, 6–3, 6–4           |
| Campeão       | 1953 | Aberto da França | Saibro | Vic Seixas       | 6–3, 6–4, 1–6, 6–2      |
| Vice          | 1954 | Wimbledon        | Grama  | Jaroslav Drobný  | 11–13, 6–4, 2–6, 7–9    |
| Campeão       | 1955 | Australian Open  | Grama  | Lew Hoad         | 9–7, 6–4, 6–4           |
| Vice          | 1955 | U.S. Open        | Grama  | Tony Trabert     | 7–9, 3–6, 3–6           |
| Vice          | 1956 | Australian Open  | Grama  | Lew Hoad         | 4–6, 6–3, 4–6, 5–7      |
| Vice          | 1956 | Wimbledon        | Grama  | Lew Hoad         | 2–6, 6–4, 5–7, 4–6      |
| Campeão       | 1956 | U.S. Open        | Grama  | Lew Hoad         | 4–6, 6–2, 6–3, 6–3      |
| ↓ Era Aberta↓ |      |                  |        |                  |                         |
| Campeão       | 1968 | Aberto da França | Saibro | Rod Laver        | 6–3, 6–1, 2–6, 6–2      |
| Vice          | 1969 | Aberto da França | Saibro | Rod Laver        | 4–6, 3–6, 4–6           |
| Vice          | 1970 | Wimbledon        | Grama  | John Newcombe    | 7–5, 3–6, 2–6, 6–3, 1–6 |
| Campeão       | 1970 | US Open          | Grama  | Tony Roche       | 2–6, 6–4, 7–6, 6–3      |
| Campeão       | 1971 | Australian Open  | Grama  | Arthur Ashe      | 6–1, 7–5, 6–3           |
| Campeão       | 1972 | Australian Open  | Grama  | Malcolm Anderson | 7–6, 6–3, 7–5           |
| Vice          | 1974 | Wimbledon        | Grama  | Jimmy Connors    | 1–6, 1–6, 4–6           |
| Vice          | 1974 | US Open          | Grama  | Jimmy Connors    | 1–6, 0–6, 1–6           |